# Maulévrier
Maulévrier ist eine französische Gemeinde mit 3.206 Einwohnern (Stand: 1. Januar 2022) im Département Maine-et-Loire in der Region Pays de la Loire. Sie gehört zum Arrondissement Cholet und ist Mitglied im Gemeindeverband Cholet Agglomération. Die Einwohner werden Maulévrais und Maulévraises genannt.
Die Gemeinde erhielt 2023 die Auszeichnung „Zwei Blumen“, die vom Conseil national des villes et villages fleuris (CNVVF) im Rahmen des jährlichen Wettbewerbs der blumengeschmückten Städte und Dörfer verliehen wird.

## Geografie

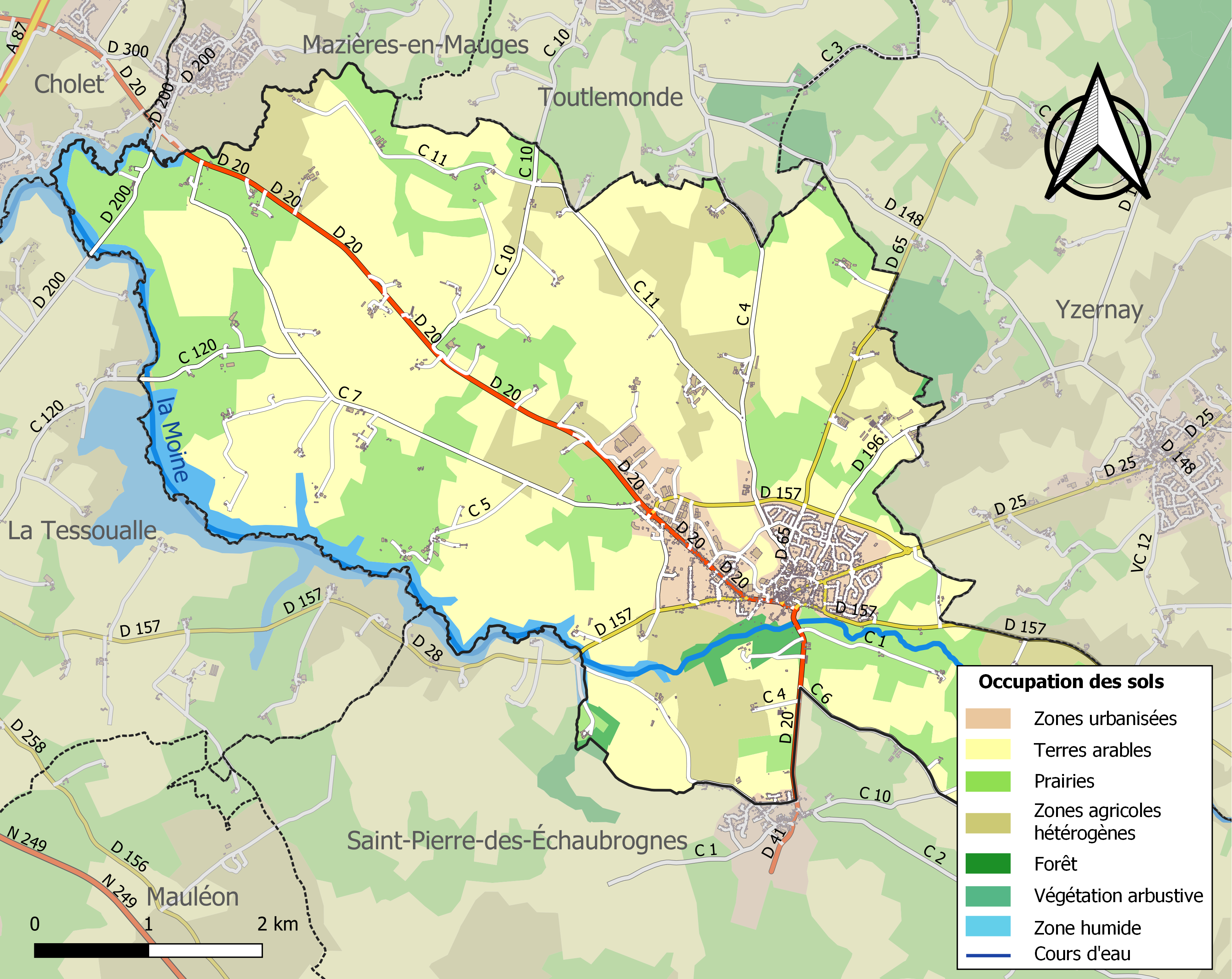
Bodennutzung, Hydrografie und Infrastruktur der Gemeinde (2018)

Maulévrier liegt etwa 12 Kilometer ostsüdöstlich von Cholet und etwa 54 Kilometer südsüdwestlich von Angers in der Région naturelle Mauges und, historisch gesehen, im Südwesten der Provinz Anjou. Die Gemeinde erstreckt sich am südlichen Rand des Départements Maine-et-Loire an der Grenze zum benachbarten Département Deux-Sèvres. Sie befindet sich im Einzugsgebiet der Loire auf etwa 120 m Höhe. Die Moine durchquert das südliche Gemeindegebiet, bevor sie es im Südwesten begrenzt. Sie wird zunächst zum Lac du Verdon aufgestaut, im weiteren Verlauf erneut zum Lac du Ribou aufgestaut, zusammen mit dem Trézon, der die Gemeinde abschnittsweise im Norden begrenzt. Außerdem wird die Gemeinde vom Ruisseau de la Haie de Rez, vom Ruisseau de la Guichardière, vom Ruisseau de la Blanche aus Moines, vom Ruisseau de Chantoiseau, von der Rivière Noire, vom Ruisseau des Arcis, vom zeitweise trockenfallenden Ruisseau de Touchou und verschiedenen kleineren Bächen entwässert.
Teile des Gebiets von Maulévrier gehören zur ZNIEFF-Naturzone „Lac du Verdon“ (520005709). Etwa 90 % der Fläche der Gemeinde werden landwirtschaftlich genutzt, der Anteil an Wasserflächen beträgt etwa 3 %, der bebauten Flächen etwa 4 %.
Umgeben wird Maulévrier von den sechs Nachbargemeinden:
| Cholet        | Mazières-en-Mauges Toutlemonde              |         |
|               | Kompassrose, die auf Nachbargemeinden zeigt | Yzernay |
| La Tessoualle | Saint-Pierre-des-Échaubrognes (Deux-Sèvres) |         |

## Geschichte
Der Name Maulévrier stammt vom lateinischen Malum Leporarium, woraus Malus Leporium und Malus Levrarius; in jedem Fall ein Ort, der für Hasen ungesund ist.

## Bevölkerungsentwicklung
| Maulévrier: Einwohnerzahlen von 1793 bis 2020                                                                              | Maulévrier: Einwohnerzahlen von 1793 bis 2020 | Maulévrier: Einwohnerzahlen von 1793 bis 2020 | Maulévrier: Einwohnerzahlen von 1793 bis 2020 | Maulévrier: Einwohnerzahlen von 1793 bis 2020 |
| --- | --------------------------------------------- | --------------------------------------------- | --------------------------------------------- | --------------------------------------------- |
| Jahr |                                               |                                               |                                               | Einwohner                                     |
| 1793 | 1793                                          |                                               | 962                                           | 962                                           |
| 1800 | 1800                                          |                                               | 543                                           | 543                                           |
| 1806 | 1806                                          |                                               | 557                                           | 557                                           |
| 1821 | 1821                                          |                                               | 1.516                                         | 1.516                                         |
| 1831 | 1831                                          |                                               | 1.757                                         | 1.757                                         |
| 1836 | 1836                                          |                                               | 2.085                                         | 2.085                                         |
| 1841 | 1841                                          |                                               | 2.044                                         | 2.044                                         |
| 1846 | 1846                                          |                                               | 2.234                                         | 2.234                                         |
| 1851 | 1851                                          |                                               | 2.398                                         | 2.398                                         |
| 1856 | 1856                                          |                                               | 2.363                                         | 2.363                                         |
| 1861 | 1861                                          |                                               | 2.486                                         | 2.486                                         |
| 1866 | 1866                                          |                                               | 1.913                                         | 1.913                                         |
| 1872 | 1872                                          |                                               | 1.895                                         | 1.895                                         |
| 1876 | 1876                                          |                                               | 1.918                                         | 1.918                                         |
| 1881 | 1881                                          |                                               | 1.959                                         | 1.959                                         |
| 1886 | 1886                                          |                                               | 1.944                                         | 1.944                                         |
| 1891 | 1891                                          |                                               | 1.867                                         | 1.867                                         |
| 1896 | 1896                                          |                                               | 1.784                                         | 1.784                                         |
| 1901 | 1901                                          |                                               | 1.657                                         | 1.657                                         |
| 1906 | 1906                                          |                                               | 1.640                                         | 1.640                                         |
| 1911 | 1911                                          |                                               | 1.665                                         | 1.665                                         |
| 1921 | 1921                                          |                                               | 1.566                                         | 1.566                                         |
| 1926 | 1926                                          |                                               | 1.534                                         | 1.534                                         |
| 1931 | 1931                                          |                                               | 1.538                                         | 1.538                                         |
| 1936 | 1936                                          |                                               | 1.565                                         | 1.565                                         |
| 1946 | 1946                                          |                                               | 1.637                                         | 1.637                                         |
| 1954 | 1954                                          |                                               | 1.617                                         | 1.617                                         |
| 1962 | 1962                                          |                                               | 1.579                                         | 1.579                                         |
| 1968 | 1968                                          |                                               | 1.670                                         | 1.670                                         |
| 1975 | 1975                                          |                                               | 1.838                                         | 1.838                                         |
| 1982 | 1982                                          |                                               | 2.330                                         | 2.330                                         |
| 1990 | 1990                                          |                                               | 2.610                                         | 2.610                                         |
| 1999 | 1999                                          |                                               | 2.830                                         | 2.830                                         |
| 2006 | 2006                                          |                                               | 2.890                                         | 2.890                                         |
| 2013 | 2013                                          |                                               | 3.179                                         | 3.179                                         |
| 2020 | 2020                                          |                                               | 3.204                                         | 3.204                                         |
| Quelle(n): EHESS/Cassini bis 1999, INSEE ab 2006 Anmerkung(en): Ab 1962 offizielle Zahlen ohne Einwohner mit Zweitwohnsitz |                                               |                                               |                                               |                                               |

## Sehenswürdigkeiten
- Jungsteinzeitlicher Menhir de la Grande Moinie oder Pierre au Sel im Weiler Le Pré de la Grande-Pierre, seit 1975 als Monument historique klassifiziert
- Pfarrkirche Saint-Jean-Baptiste mit Ursprüngen aus dem 13. Jahrhundert
- Kapelle Notre-Dame-de-Recouvrance aus der zweiten Hälfte des 19. Jahrhunderts
- Kapelle Notre-Dame-de-Toutes-Aides aus dem 17. und 18. Jahrhundert
- Kapelle Saint-Barthélemy im Weiler Les Valotières aus dem 18. Jahrhundert
- Kapelle Notre-Dame-de-la-Forge im Weiler Les Jahandières aus der zweiten Hälfte des 19. Jahrhunderts
- Schloss Les Colbert aus dem 17. Jahrhundert, im 19. Jahrhundert nach den Zerstörungen während der Französischen Revolution umgestaltet, seit 1995 in Teilen als Monument historique eingeschrieben
- Parc oriental de Maulévrier, der größte japanische Garten Frankreichs
- Herrenhaus La Guichardière aus dem 15. und 16. Jahrhundert
- Herrenhaus Touvois aus dem 15. und 16. Jahrhundert
- Herrenhaus La Vieillère aus dem 16. und 17. Jahrhundert
- Herrenhaus L’Oumois vermutlich aus dem 18. Jahrhundert
- Herrenhaus La Brunière aus dem 16. Jahrhundert
- Burg Frogerie aus dem 15. Jahrhundert
- Mehrere Häuser aus dem 16. bis 19. Jahrhundert
- Windmühle im Weiler Le Haut-Robé, vermutlich aus dem 18. Jahrhundert

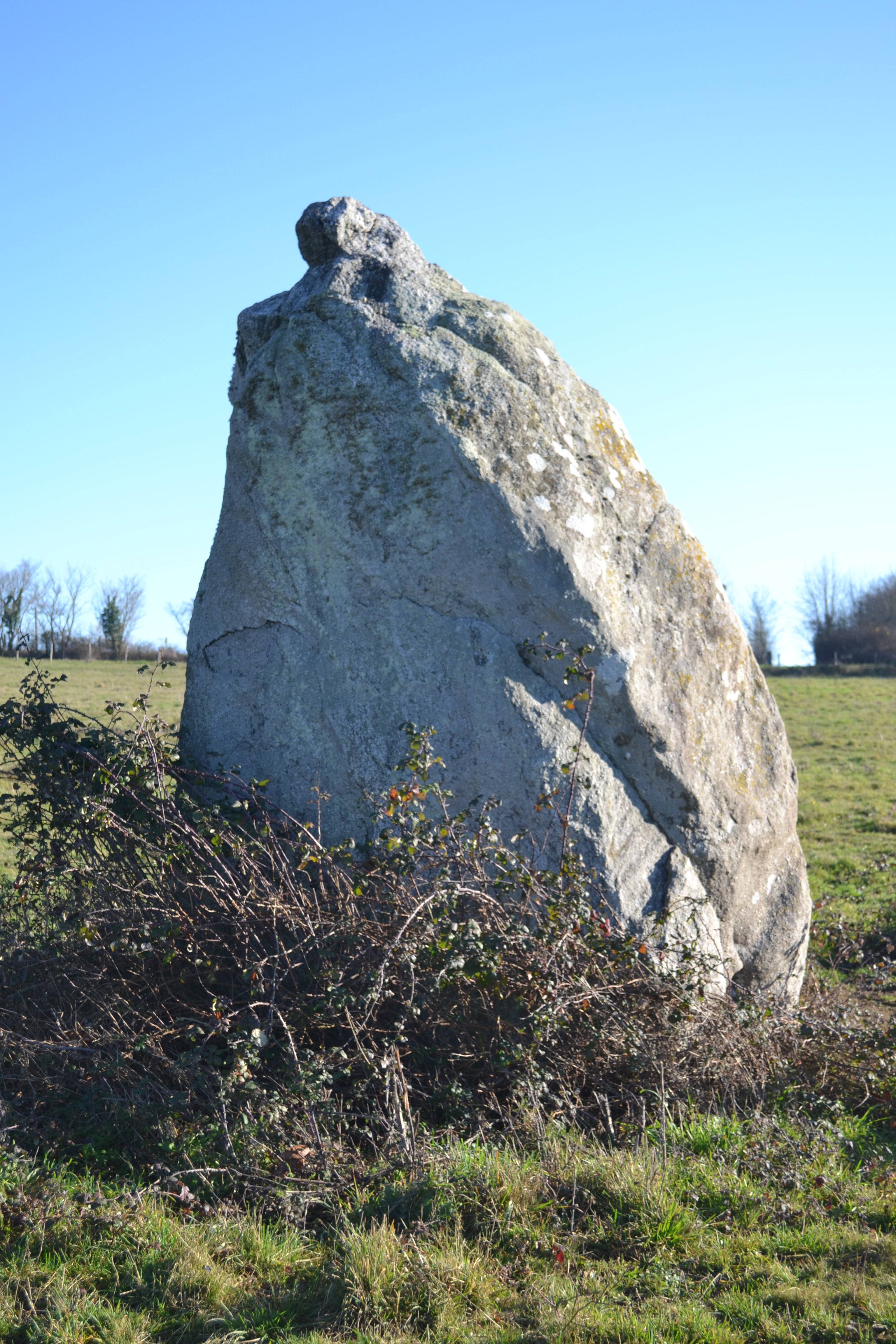
Menhir de la Grande Moinie
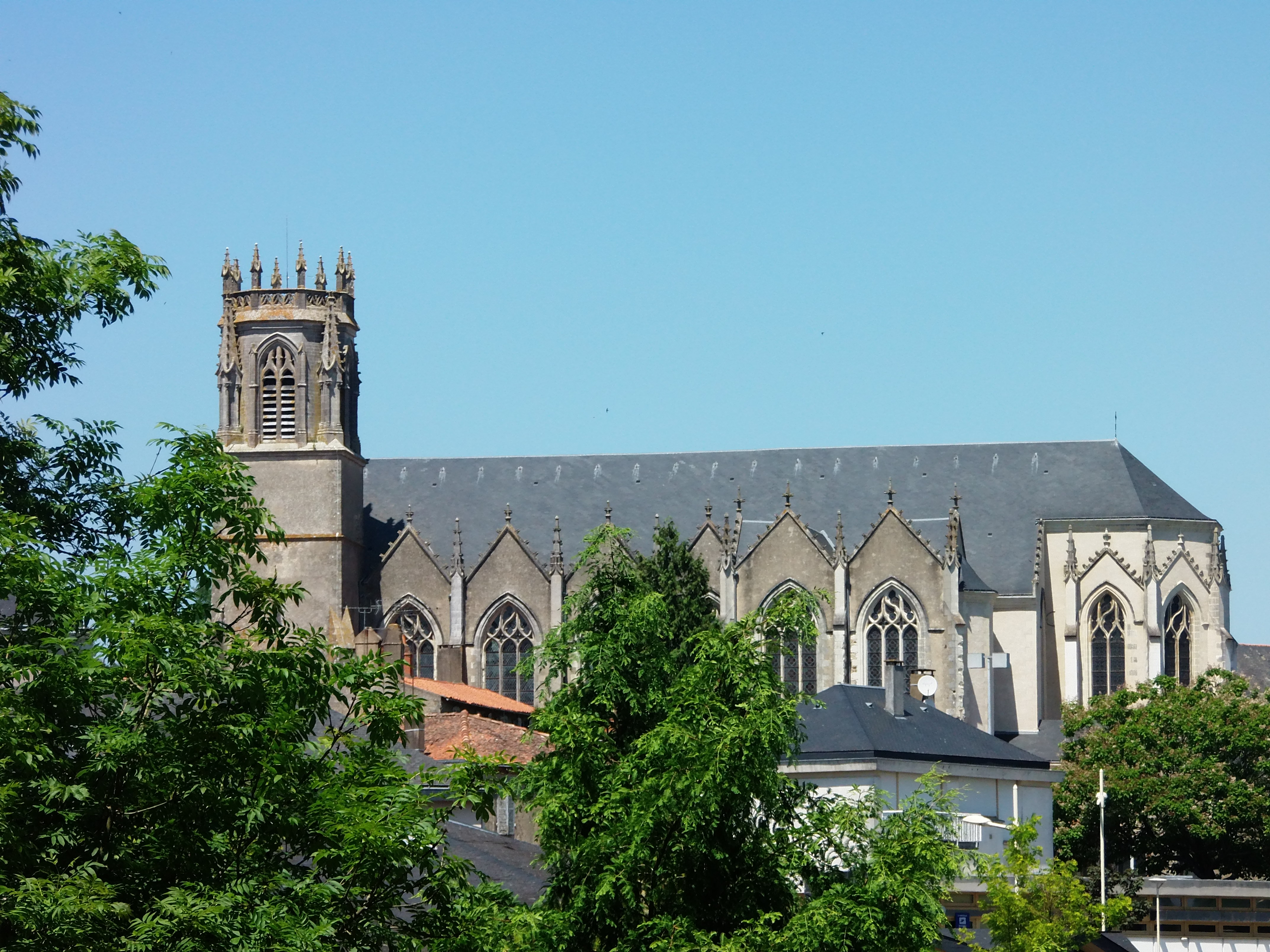
Pfarrkirche Saint-Jean-Baptiste
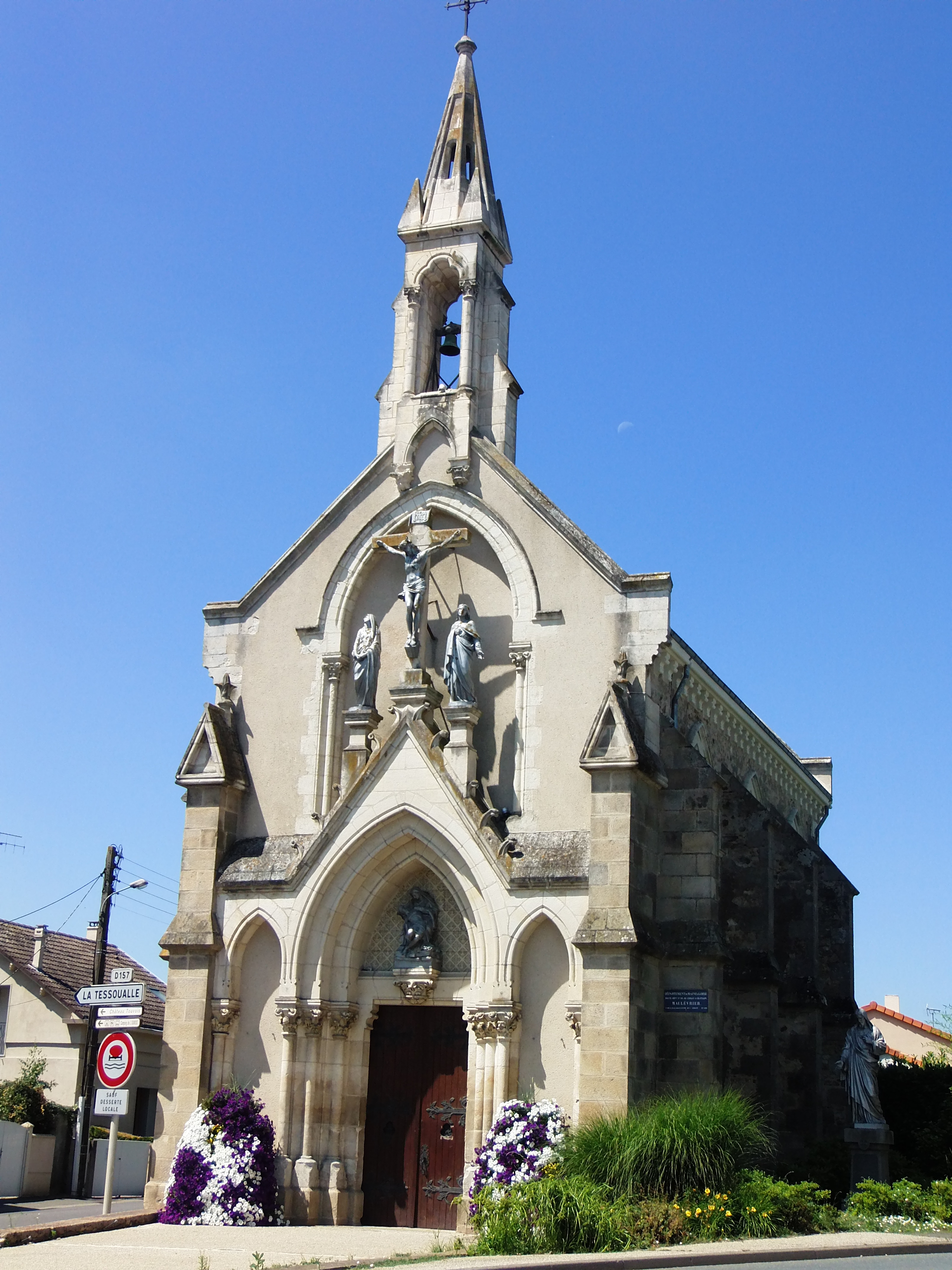
Kapelle Notre-Dame-de-Toutes-Aides
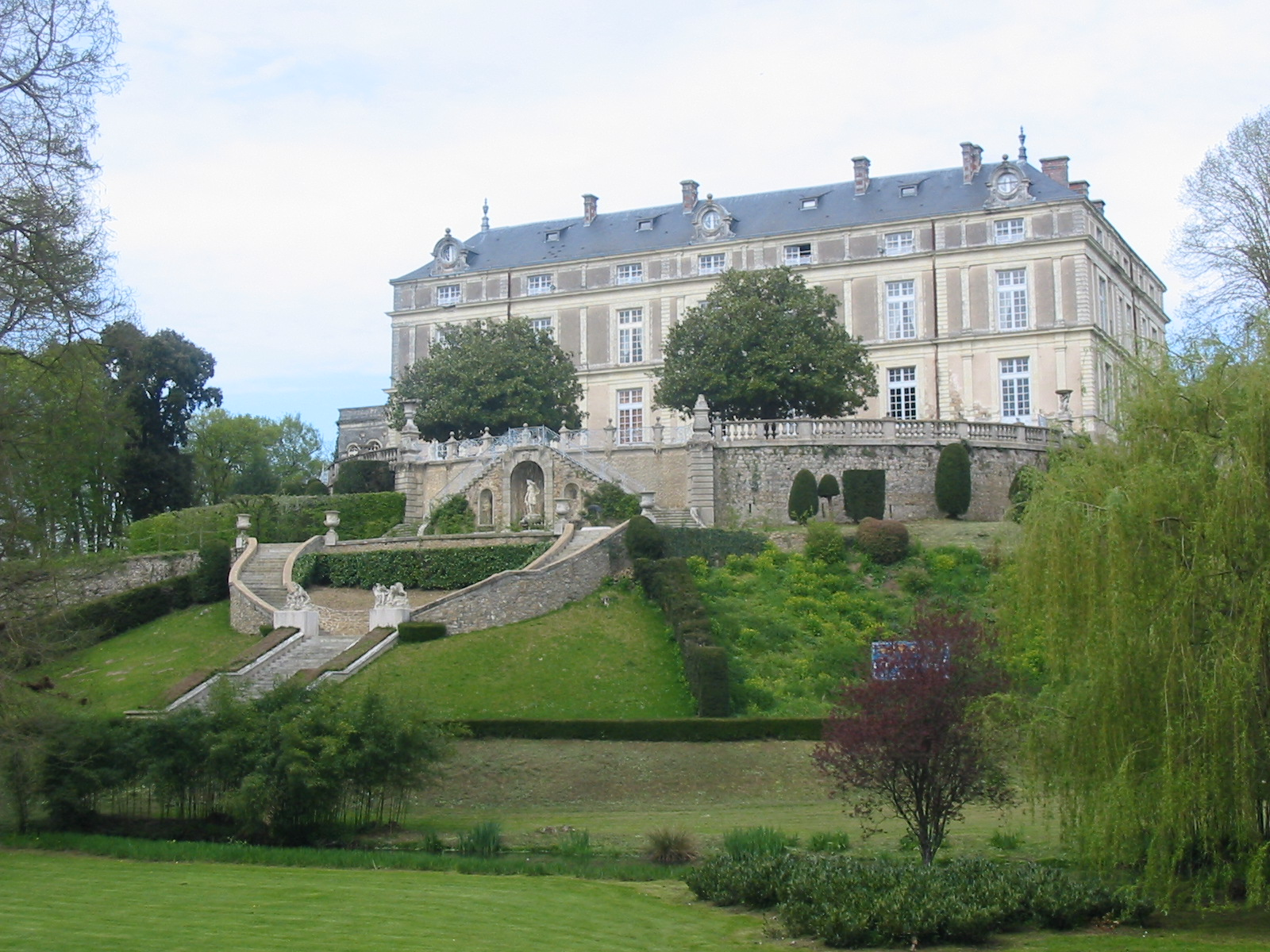
Schloss Les Colbert
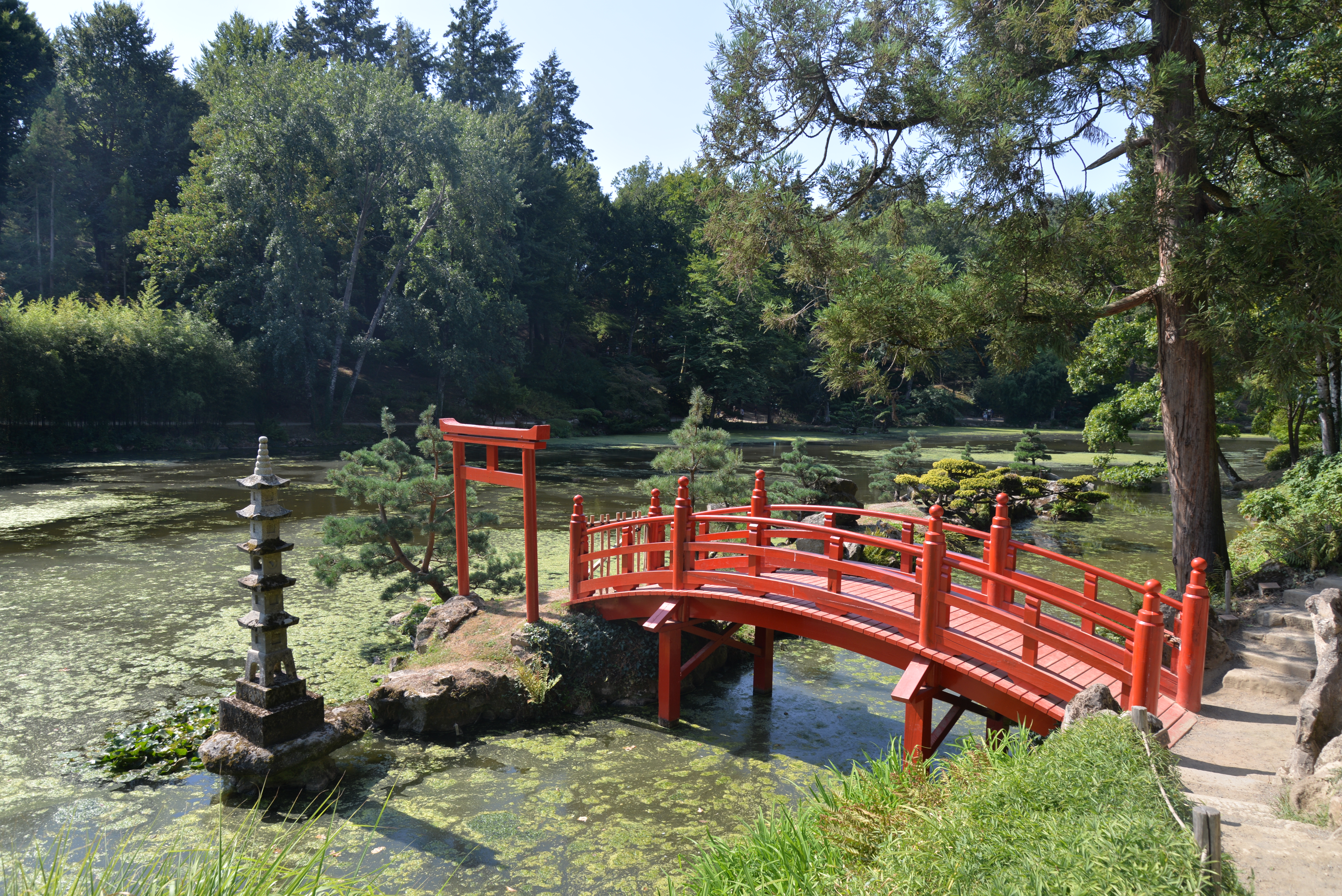
Rote Brücke im Parc oriental
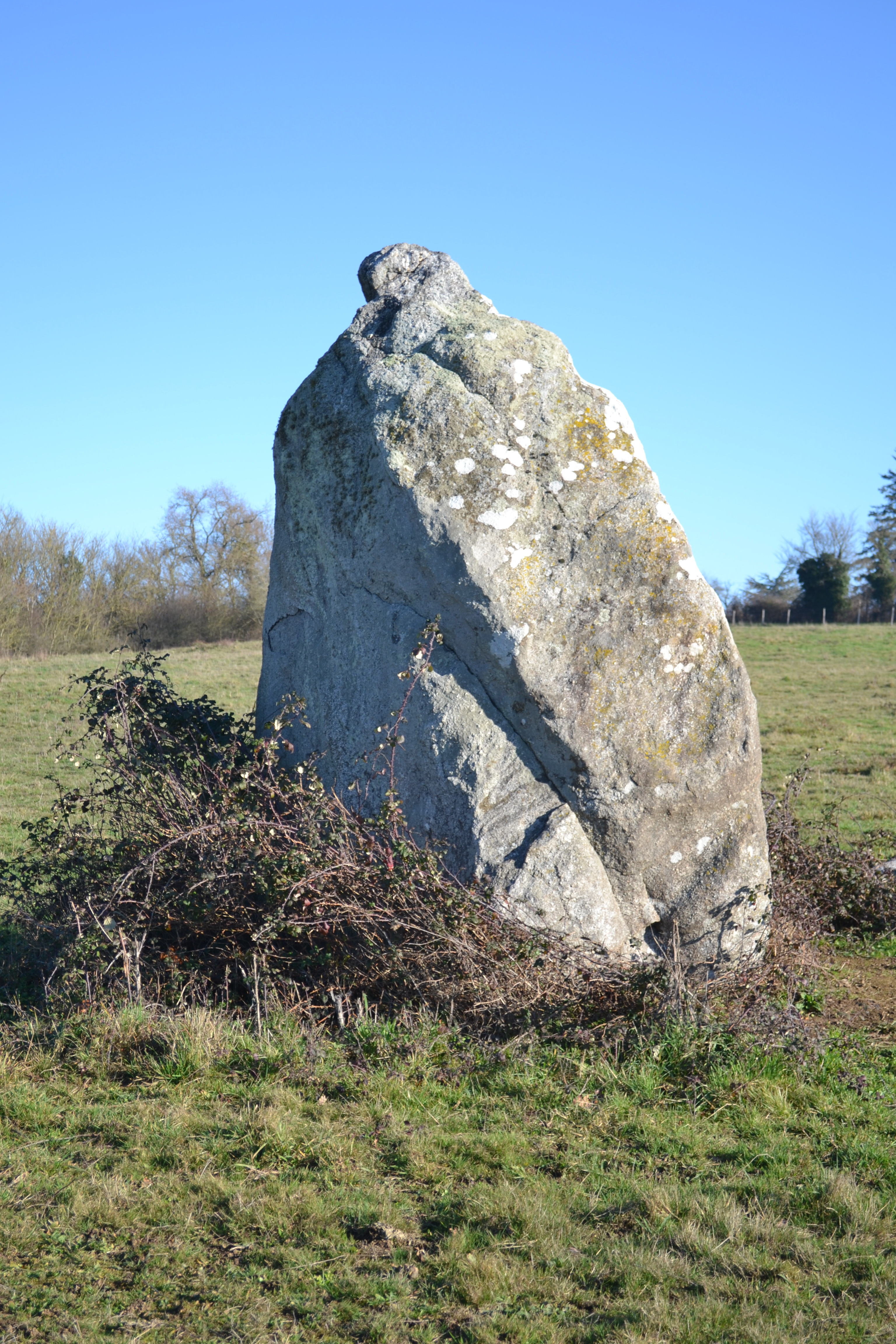
Menhir de la Grande Moinie

## Verkehr
Die Departementsstraße D 20 führt in nordwestlicher Richtung nach Cholet, die D 65 in nördlicher Richtung nach Vezins, die D 25 in nordöstlicher Richtung nach Lys-Haut-Layon, die D 157 in südöstlicher Richtung nach Nueil-les-Aubiers, die D 41 in südlicher Richtung nach Mauléon. Eine Buslinie der Transportgesellschaft Choletbus des Gemeindeverbands verbindet die Gemeinde mit Cholet und mit Somloire.

## Städtepartnerschaften
Maulévrier ist seit 2005 mit der Gemeinde Coppet im Kanton Waadt in der Schweiz durch eine Partnerschaft verbunden.

## Persönlichkeiten
- Louis-Henri-Joseph Kardinal Luçon (1842–1930), französischer  Geistlicher und Erzbischof von Reims, geboren in Maulévrier
- Jean-Marc Ayrault (* 1950), französischer Politiker der Parti socialiste, geboren in Maulévrier